# Canelones
Canelones är en stad i södra Uruguay, och är den administrativa huvudorten för departementet med samma namn. Den är belägen några mil norr om Montevideo och hade 19 865 invånare år 2011.